# Fallceon eatoni
Fallceon eatoni är en dagsländeart som först beskrevs av Douglas E. Kimmins 1934.  Fallceon eatoni ingår i släktet Fallceon och familjen ådagsländor. Inga underarter finns listade i Catalogue of Life.